# والومبیلا، کوئینزلند
والومبیلا (به انگلیسی: Wallumbilla) یک شهرک در استرالیا است که در کوئینزلند واقع شده‌است.

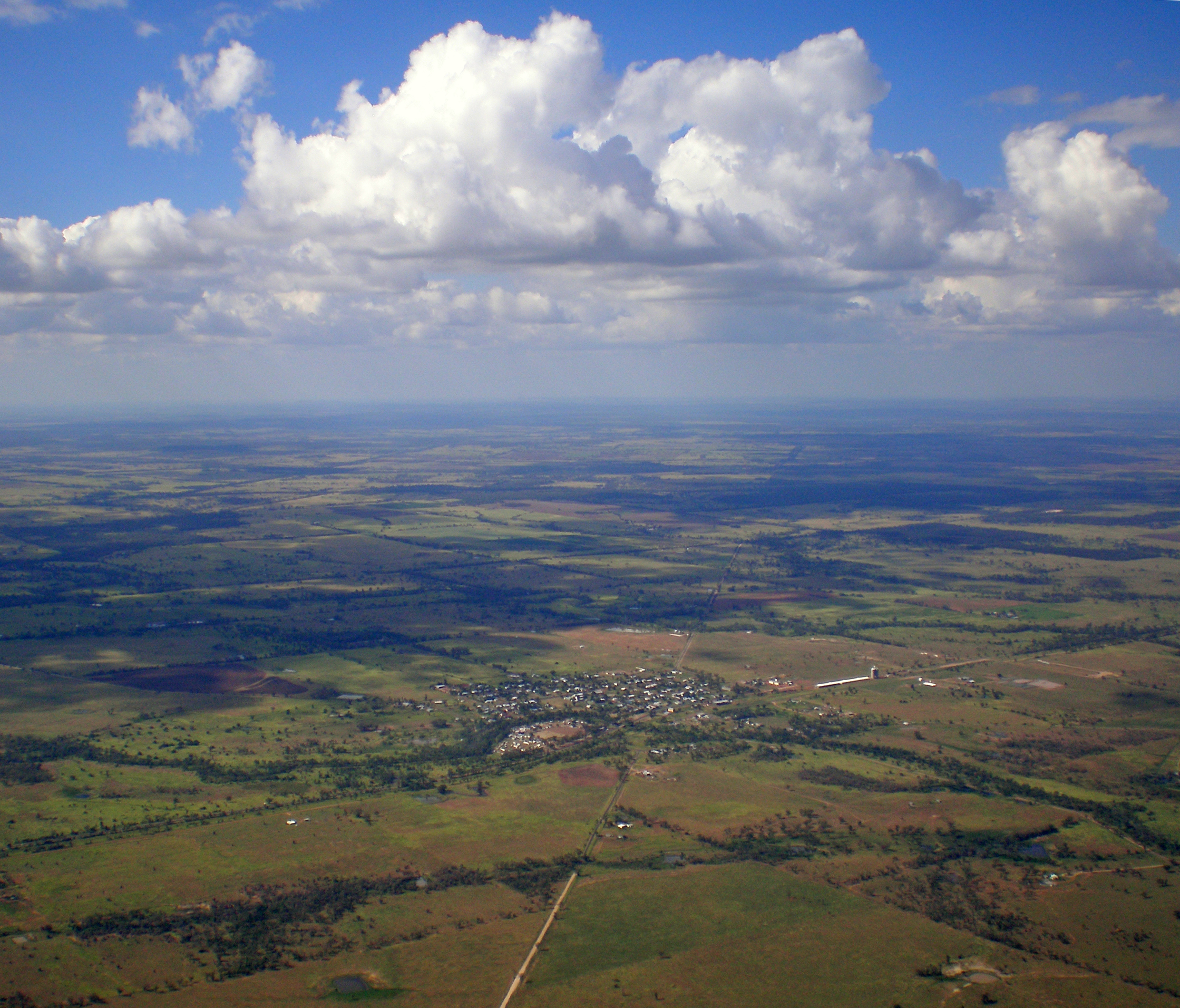
والومبیلا، کوئینزلند به سمت شمال شرق ۲۰۰۸.

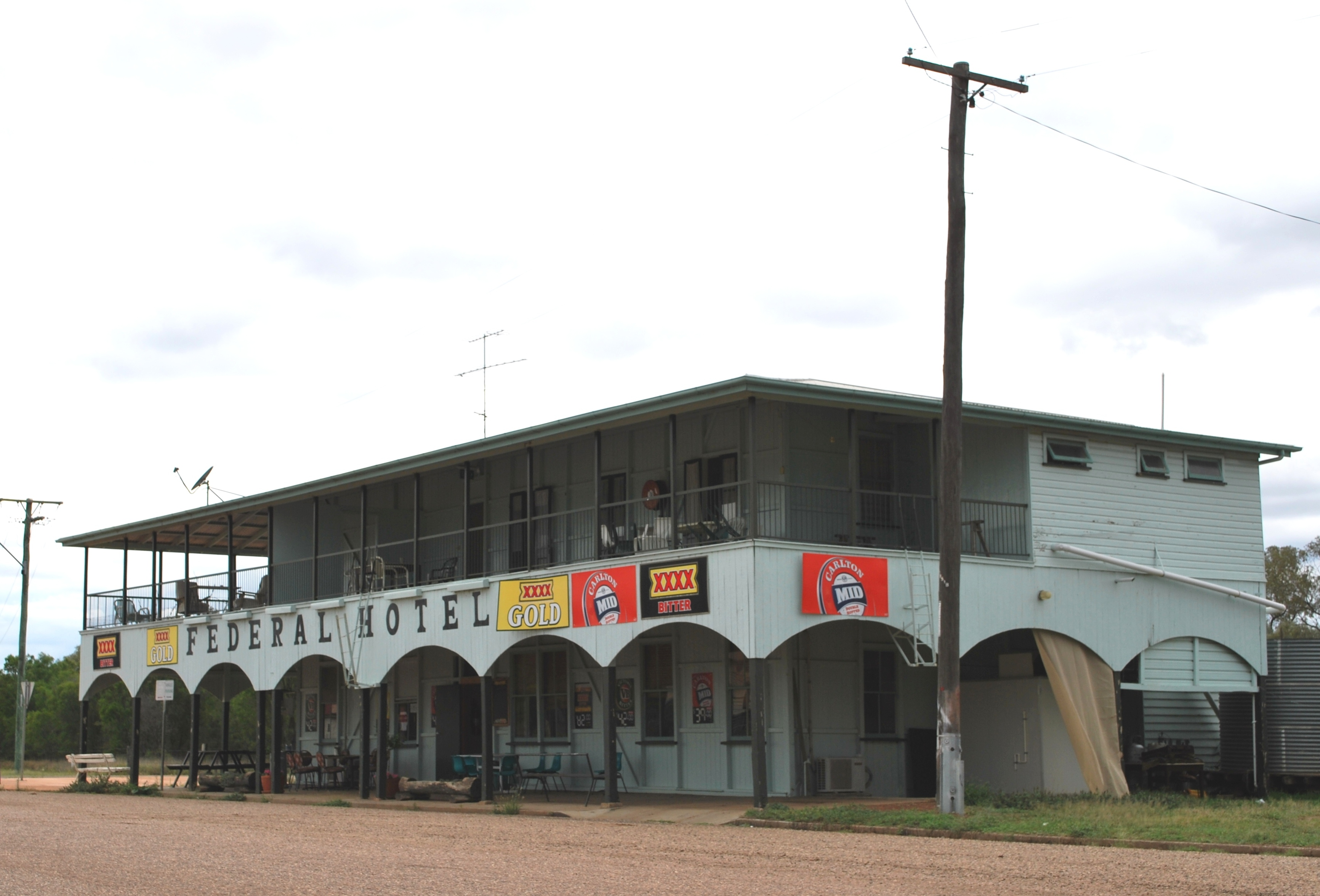
فدرال هتل والومبیلا، کوئینزلند ۲۰۰۸